# Trekking

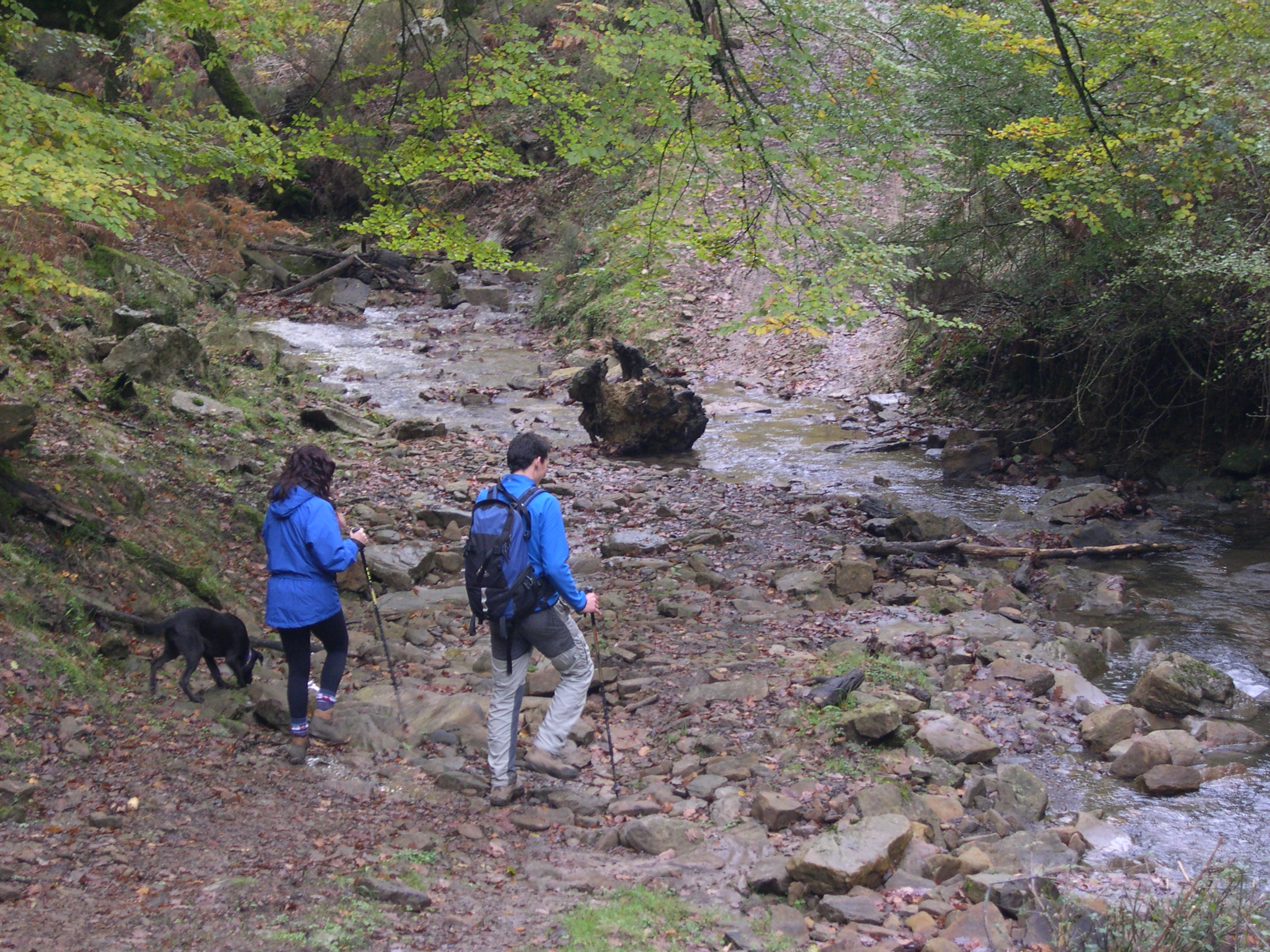
Trekkeri în parcul Gorbea, la sud de Provincia Vizcaya, Țara Bascilor, Spania.

Trek este un tip de călătorie aventuroasă și lungă, efectuată pe jos în zonele în care mijloacele comune de transport, în general, nu sunt disponibile. Trekking-ul nu trebuie să fie confundat cu alpinismul.

## Etimologie
Termenul a derivat din cuvântul Afrikaans - trek (substantiv), trekken (verb), (literalmente înseamnă a "trage, călători"), ajungând un cuvânt englez, la mijlocul secolului XIX, ce înseamnă o călătorie lungă și anevoioasă, de obicei, mergând pe jos.

## Trekking în Munții Himalaya
Traseele din Himalaya sunt renumite pentru atragerea unui număr mare de trekkeri. Regiuni tipice de trekking din Nepal sunt Annapurna, Dolpo, Langtang, Manaslu, și Muntele Everest. Alte rute populare de trekking din India includ Chandra Taal, Gomukh, Hemkund, Ghețarul Kafni, Kangchenjunga, Kedarnath, Kedartal, Ghețarul Milam, Nanda Devi Sanctuary, Ghețarul Pindari, Richenpong, Roopkund, Trecătoarea Sar, Tal Satopanth, Trecătoarea Saurkundi, Ridge Singalila, și Valea de Flori, parte a Parcului Valea de Flori.